# Arménský patriarchát kilikijský
Arménský patriarchát kilikijský (latinsky Patriarchatus Ciliciae Armenorum) je patriarchát Arménské katolické církve. Patriarcha je hlavou této církve a je z titulu své funkce členem Rady východních katolických patriarchů. Vlastní archieparchií patriarchátu je Arménská archieparchie bejrútská s katedrálou sv. Eliáše a Řehoře Osvětitele v Bejrútu, sídlo patriachátu je v klášteře Bzommar v Libanonu.